# Iljušin

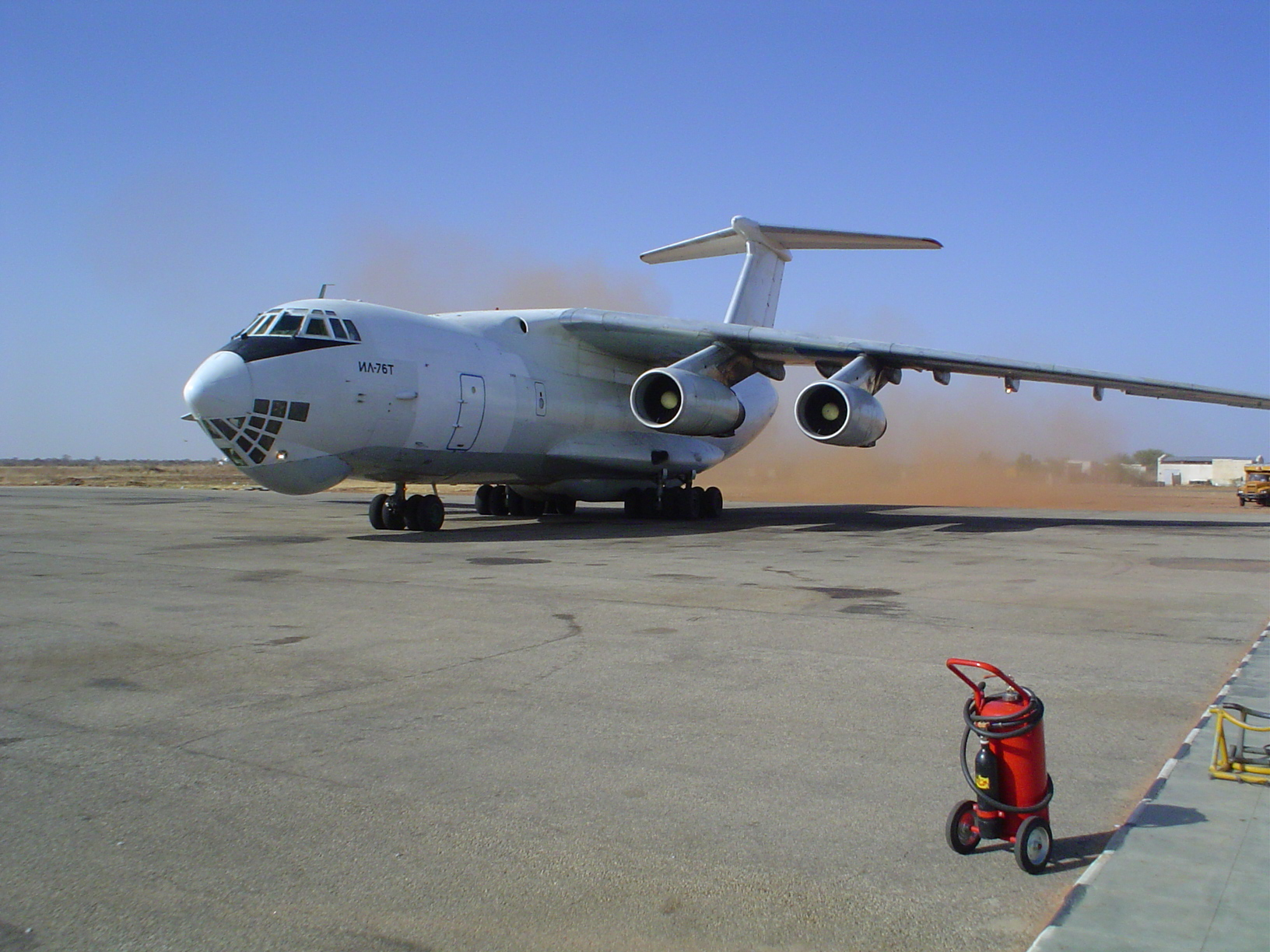
Il-76

Iljušin (rusky Илью́шин) je ruský (původně sovětský) letecký výrobce a konstrukční kancelář, kterou založil Sergej Vladimirovič Iljušin. Svou činnost zahájila 13. ledna 1933.
V roce 2006 došlo ke sloučení s dalšími ruskými výrobci letadel (Mikojan, Tupolev, Suchoj, Jakovlev a Irkut) do jedné společnosti, která nese název Sjednocená letecká korporace.